# 1658
| [ Edytuj tabelę ]              | |
| Król Polski                    | - 1648 Jan Kazimierz 1668 |
| Współksiążęta Andory           | - 1655 Joan Manuel de Espinosa 1663 - 1643 Ludwik XIV 1715                                                                        |
| Król Anglii i Szkocji          | - 1653 Oliver Cromwell (jako Lord Protector) 1658 - 1658 Richard Cromwell (jako Lord Protector) 1659                              |
| Elektor Bawarii                | - 1651 Ferdynand Maria 1679 |
| Elektor Brandenburgii          | - 1640 Fryderyk Wilhelm 1688 |
| Sułtan Brunei                  | - 1625 Muhammad Ali 1660 |
| Cesarz Chin                    | - 1644 Shunzhi 1661 |
| Król Czech                     | - 1657 Leopold I Habsburg 1705 |
| Król Danii                     | - 1648 Fryderyk III 1670 |
| Dalajlama                      | - 1617 Lobsang Gjaco 1682 |
| Cesarz Etiopii                 | - 1632 Fasiledes 1667 |
| Król Francji                   | - 1643 Ludwik XIV 1715 |
| Król Hiszpanii                 | - 1621 Filip IV 1665 |
| Landgraf Hesji-Kassel          | - 1637 Wilhelm VI Sprawiedliwy 1663                                                                                               |
| Stadhouder Holandii            | - 1650 pierwszy okres bez stadhoudera 1672                                                                                        |
| Szach Iranu                    | - 1642 Abbas II 1666 |
| Państwo Wielkich Mogołów       | - 1627 Szahdżahan 1658 - 1658 Aurangzeb 1707                                                                                      |
| Lord Irlandii                  | - 1653 Oliver Cromwell 1658 - 1658 Richard Cromwell 1659                                                                          |
| Cesarz Japonii                 | - 1654 Go-Sai 1663 |
| Kalif                          | - 1648 Mehmed IV 1687 |
| Patriarcha Konstantynopola     | - 1657 Parteniusz IV 1662 |
| Władca Korei                   | - 1649 Hyojong 1659 |
| Książę Kurlandii i Semigalii   | - 1642 Jakub Kettler 1682 |
| Książę Liechtensteinu          | - 1627 Karol Euzebiusz 1684 |
| Książę Monako                  | - 1612 Honoriusz II 1662 |
| Król Nawarry                   | - 1643 Ludwik XIV 1710 |
| Król Norwegii                  | - 1648 Fryderyk III 1670 |
| Sułtan Omanu                   | - 1649 Sultan I ibn Sajf 1688 |
| Elektor Palatynatu             | - 1648 Karol I Ludwik 1680 |
| Papież                         | - 1655 Aleksander VII 1667 |
| Książę Parmy i Piacenzy        | - 1646 Ranuccio II 1694 |
| Król Portugalii                | - 1656 Alfons VI 1683 |
| Książę w Prusach               | - 1640 Fryderyk Wilhelm Wielki Elektor 1688                                                                                       |
| Car Rosji                      | - 1645 Aleksy I 1676 |
| Cesarz Rzymski (niemiecki)     | - 1658 Leopold I Habsburg 1705 |
| Kapitanowie Regenci San Marino | - 1657 Giacomo Belluzzi Pier Leone Corbelli 1658 - 1658 Fulgenzio Maccioni Marino Bonetti 1658 - 1658 Carlo Loli Pompeo Zoli 1659 |
| Elektor Saksonii               | - 1656 Jan Jerzy II Wettyn 1680                                                                                                   |
| Król Szwecji                   | - 1654 Karol X Gustaw 1660 |
| Król Tajlandii                 | - 1656 Narai 1688 |
| Sułtan Turków                  | - 1648 Mehmed IV 1687 |
| Doża Wenecji                   | - 1656 Bertuccio Valiero 1658 - 1658 Giovanni Pesaro 1659                                                                         |
| Król Węgier                    | - 1655 Leopold I 1705 |
| Książęta Wirtembergii          | - 1628 Eberhard III 1674 |

Rok 1658 / MDCLVIII
stulecia: XVI wiek ~
XVII wiek ~
XVIII wiek

lata: 1648 «
1653 «
1654 «
1655 «
1656 «
1657 «
1658
» 1659
» 1660
» 1661
» 1662
» 1663
» 1668

## Wydarzenia w Polsce
- 2 lipca – potop szwedzki: rozpoczęło się oblężenie zajętego przez Szwedów Torunia.
- 16 września – zawarto ugodę hadziacką między Rzecząpospolitą a przywódcami kozackimi.
- 21 października – po klęsce w bitwie pod Werkami hetman polny litewski Wincenty Aleksander Gosiewski został wzięty do niewoli przez dowodzącego moskiewskimi wojskami Jurija Dołgorukowa.
- 14 grudnia – polska kawaleria pod wodzą Czarnieckiego przeprawiła się przez cieśninę morską w Danii. Wydarzenie opisane przez Jana Chryzostoma Paska zostało uwiecznione w polskim hymnie narodowym.
- 25 grudnia - polscy towarzysze pancerni i dragoni pod dowództwem Stefana Czarnieckiego zdobyli obsadzony przez Szwedów duński zamek Sønderborg
- 30 grudnia – potop szwedzki: po półrocznym oblężeniu skapitulował szwedzki garnizon w Toruniu.

- ustawą sejmową pod karą śmierci nakazano braciom polskim w ciągu 3 lat przejść na katolicyzm lub opuścić Polskę[1].

## Wydarzenia na świecie
- 26 lutego – królowie Danii i Szwecji podpisali traktat z Roskilde kończący wojnę duńsko-szwedzką (8 marca według kalendarza gregoriańskiego).
- 14 czerwca – wojna francusko-hiszpańska: zwycięstwo Francuzów w bitwie pod Dunkierką.
- 18 lipca – Leopold I Habsburg został cesarzem rzymskim.
- 8 listopada – wojna duńsko-szwedzka: zwycięstwo floty holenderskiej nad szwedzką w bitwie w Sundzie.
- 20 grudnia – II wojna północna: w Waliesar podpisano szwedzko-rosyjski traktat rozejmowy.
- 23 grudnia – II wojna północna: dywizja Stefana Czarnieckiego zaatakowała szwedzką twierdzę Koldynga, która skapitulowała po dwóch dniach oblężenia.

- Jan Swammerdam, holenderski przyrodnik i lekarz, pierwszy zaobserwował i opisał krwinki u żab.

## Urodzili się
- 1 stycznia - Baltazar Wilksycki, polski duchowny katolicki, biskup pomocniczy poznański (zm. 1729)
- 22 kwietnia – Giuseppe Torelli, włoski skrzypek i kompozytor epoki późnego baroku (zm. 1709)
- 22 lipca - Gabriel Bömeln, prawnik i dyplomata, burmistrz Gdańska (zm. 1740)
- 5 października – Maria z Modeny, królowa Anglii i Szkocji, żona Jakuba II Stuarta (zm. 1718)
- 21 listopada – Jan Gotfryd Rösner, burmistrz Torunia, kupiec, czołowa postać tzw. tumultu toruńskiego (zm. 1724)[2]
- 30 listopada - Jan Joachim Tarło, polski duchowny katolicki, jezuita, biskup kijowski i poznański (zm. 1732)

## Zmarli
- 3 września – Oliver Cromwell, lord protektor Anglii, Szkocji i Irlandii, dowódca armii parlamentarzystów podczas wojny domowej w Anglii w 1642 roku (ur. 1599)
- 6 grudnia – Baltasar Gracián, hiszpański prozaik i pisarz polityczny, ksiądz, jezuita (ur. 1601)

## Święta ruchome
- Tłusty czwartek: 28 lutego
- Ostatki: 5 marca
- Popielec: 6 marca
- Niedziela Palmowa: 14 kwietnia
- Wielki Czwartek: 18 kwietnia
- Wielki Piątek: 19 kwietnia
- Wielka Sobota: 20 kwietnia
- Wielkanoc: 21 kwietnia
- Poniedziałek Wielkanocny: 22 kwietnia
- Wniebowstąpienie Pańskie: 30 maja
- Zesłanie Ducha Świętego: 9 czerwca
- Boże Ciało: 20 czerwca